# Craig Thompson (skeletonracer)
Craig Thompson (Swindon, 18 september 1992) is een Brits skeletonracer.

## Carrière
Thompson maakte zijn wereldbekerdebuut in het seizoen 2018/19 waar hij een 30e plaats bereikte. In het volgende seizoen maakte hij opnieuw zijn opwachting en werd 20e. In het seizoen 2020/21 behaalde hij in de laatste wereldbekerwedstrijd voor het eerst het podium hij werd tweede achter de Rus Aleksandr Tretjakov. In de Eindstand werd hij dat seizoen 12e.
Op het wereldkampioenschap 2020 maakte hij zijn debuut en werd 20e.

## Resultaten

### Wereldkampioenschappen
| Jaar | Plaats    | Resultaat       |
| ---- | --------- | --------------- |
| 2020 | Altenberg | 20e Individueel |
| 2021 | Altenberg | 14e Individueel |

### Wereldbeker
Eindklasseringen
| Seizoen   | Rang |
| --------- | ---- |
| 2018/2019 | 30e  |
| 2019/2020 | 20e  |
| 2020/2021 | 12e  |
| 2021/2022 | 21e  |
| 2022/2023 | 14e  |